# 维克托·普霍尔
维克托·普霍尔（西班牙語：Víctor Pujol，1967年10月4日—），西班牙男子曲棍球运动员。他曾代表西班牙参加1992年和1996年夏季奥林匹克运动会曲棍球比赛，其中1996年奥运会获得一枚银牌。